# Деліджан (місто)

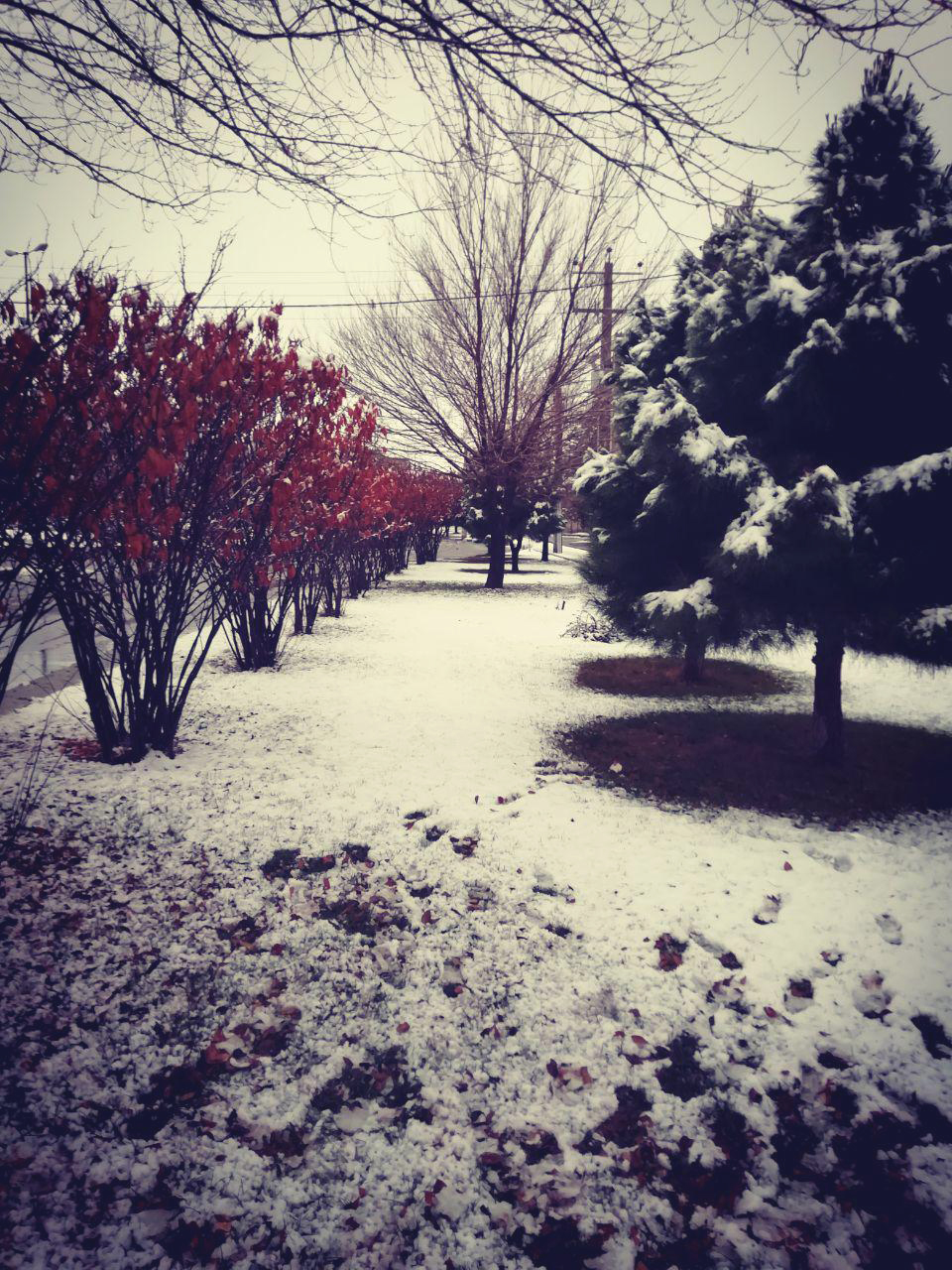
Площа Чамран

Деліджан (перс. دليجان, також романізоване як Delījān, Dalijān і Dilījān) — місто та столиця округу Деліджан, провінція Марказі, Іран. За даними перепису 2006 року, його населення становило 31 852 особи, що проживали у складі 8 779 сімей. Деліжан розташований за 80 км (50 миль) від Кума та 160 км (100 миль) від Ісфагана. Корінне населення Деліджана розмовляє діалектом, який вони називають Деліджані (або Ділігоні рідною мовою). Рідна мова Деліджана, здається, є версією давньоперської мови, яка схожа на мову, якою розмовляють в Аб'яне, одному з найстаріших перських сіл, розташованому приблизно за годину їзди від Деліджана. Серед визначних пам'яток — дамба 15-го Хордада та печера Чал-Нахджир, а також курорт із гарячими джерелами. Деліджан є промисловим містом і є домівкою для кількох популярних килимових компаній, таких як Mahestan, Setareh Talaii та Said. Також є домівкою для кількох компаній, що виробляють тип ізоляції для даху під назвою «Isogam». Район на північний схід від Деліджана населений сімома селами, цей район називається Джасб. Крім того, печера Чал-Нахджир або печера Деліджан є однією з природних туристичних визначних пам'яток Деліджана. Місто є побратимом з вірменським Діліжаном.